# Cyclophora subsimilis
Cyclophora subsimilis là một loài bướm đêm trong họ Geometridae.